# Campeonato Soviético de Xadrez de 1983
O Campeonato Soviético de Xadrez de 1983 foi a 50ª edição do Campeonato de xadrez da URSS, realizado em Moscou, de 2 a 28 de abril de 1983. O campeão mundial Anatoly Karpov foi o vencedor. Quatro semifinais ocorreram em Ivano-Frankivsk, Pavlodar, Sievierodonetsk e Yaroslavl; e a Primeira Liga, também classificatória para a final, em Telavi. Não houve final do campeonato em 1982, uma vez que nesse ano foi realizado um Torneio Zonal classificatório para o Torneio de Candidatos.

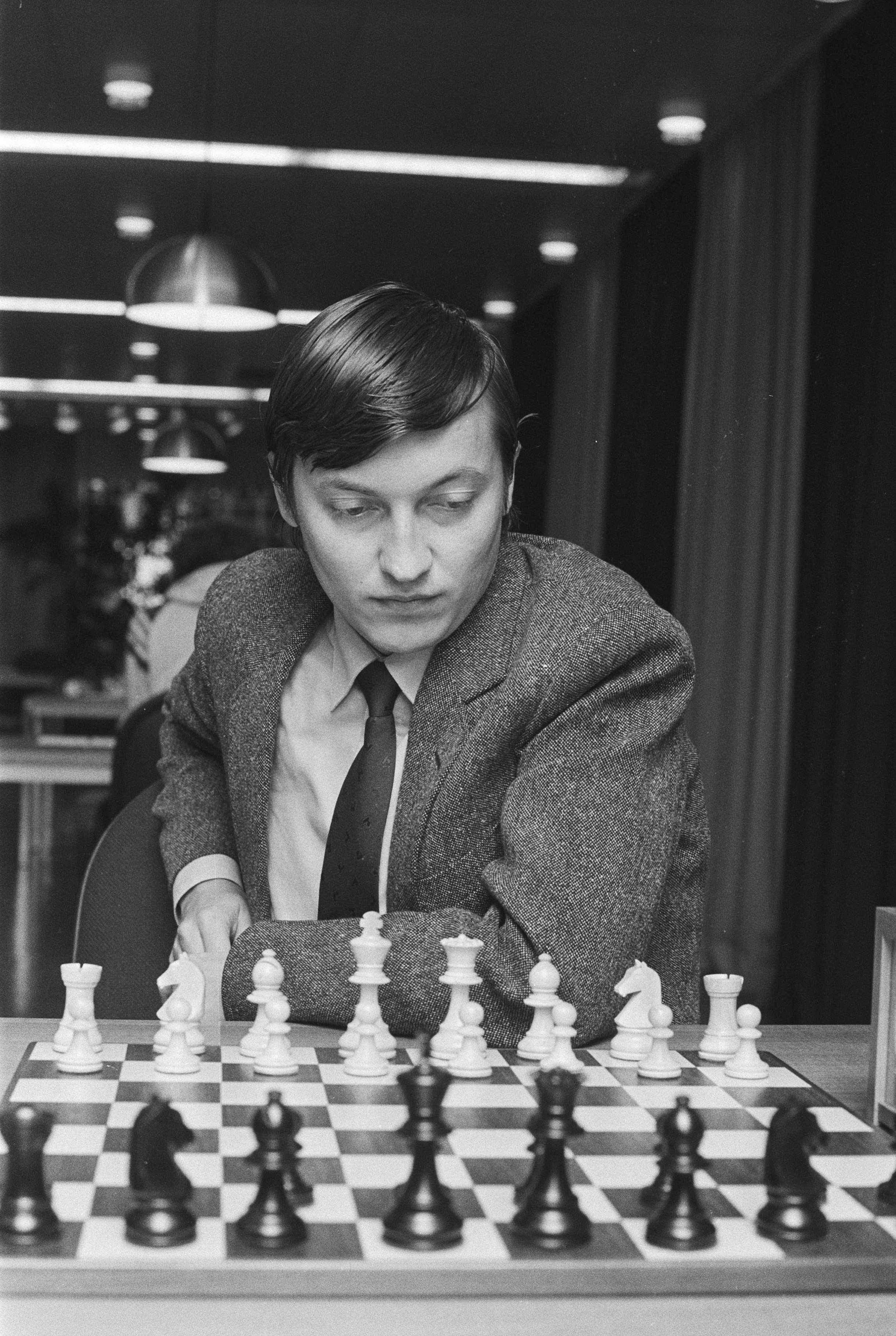
Anatoly Karpov

## Classificatórios

### Semifinais
Ocorreram quatro semifinais de 16 jogadores entre junho e julho de 1982. Cada semifinal classificou o vencedor para a final e foram realizadas nas cidades de  Ivano-Frankivsk, Pavlodar, Sievierodonetsk e Yaroslavl;, e tiveram como campeões, respectivamente, Konstantin Lerner, Zurab Azmaiparashvili, Vladimir Malanyuk and Yuri Razuvayev

### Primeira Liga
Os dois primeiros se classificaram para a final.
| N° | Jogador            | Rating | 1 | 2 | 3 | 4 | 5 | 6 | 7 | 8 | 9 | 10 | 11 | 12 | 13 | 14 | 15 | 16 | 17 | 18 | Total |
| -- | ------------------ | ------ | - | - | - | - | - | - | - | - | - | -- | -- | -- | -- | -- | -- | -- | -- | -- | ----- |
| 1  | Rafael Vaganian    | 2550   | - | 0 | 1 | 0 | ½ | 1 | 1 | ½ | 1 | ½  | ½  | ½  | ½  | 1  | 1  | 1  | ½  | 1  | 11½   |
| 2  | Georgy Agzamov     |        | 1 | - | ½ | ½ | ½ | 1 | 0 | 1 | 1 | ½  | 0  | ½  | ½  | 1  | 1  | ½  | ½  | 1  | 11    |
| 3  | Gennadi Zaichik    |        | 0 | ½ | - | 1 | 1 | 0 | 1 | 0 | ½ | ½  | ½  | ½  | 1  | 1  | 1  | 1  | ½  | 1  | 11    |
| 4  | Valery Chekhov     | 2460   | 1 | ½ | 0 | - | 0 | ½ | ½ | 1 | 1 | ½  | ½  | ½  | ½  | ½  | ½  | ½  | 1  | 1  | 10    |
| 5  | Smbat Lputian      | 2440   | ½ | ½ | 0 | 1 | - | 0 | ½ | 1 | 0 | 1  | 1  | 1  | 1  | ½  | 0  | 1  | ½  | ½  | 10    |
| 6  | Leonid Yudasin     | 2405   | 0 | 0 | 1 | ½ | 1 | - | ½ | ½ | ½ | 0  | ½  | 1  | 1  | 0  | ½  | 1  | 1  | 1  | 10    |
| 7  | Yuri Anikaev       | 2465   | 0 | 1 | 0 | ½ | ½ | ½ | - | ½ | ½ | ½  | 1  | ½  | 1  | ½  | ½  | 1  | 1  | ½  | 10    |
| 8  | Elizbar Ubilava    | 2435   | ½ | 0 | 1 | 0 | 0 | ½ | ½ | - | ½ | ½  | 1  | 1  | 0  | 1  | 1  | 0  | 1  | 1  | 9½    |
| 9  | Aleksandr Shneider |        | 0 | 0 | ½ | 0 | 1 | ½ | ½ | ½ | - | 0  | 1  | ½  | 1  | 1  | 1  | ½  | 1  | ½  | 9½    |
| 10 | Vladimir Bagirov   | 2495   | ½ | ½ | ½ | ½ | 0 | 1 | ½ | ½ | 1 | -  | 1  | 0  | ½  | 0  | ½  | ½  | 0  | 0  | 7½    |
| 11 | Vitaly Tseshkovsky | 2595   | ½ | 1 | ½ | ½ | 0 | ½ | 0 | 0 | 0 | 0  | -  | 1  | 0  | ½  | ½  | 1  | 1  | ½  | 7½    |
| 12 | Andrei Lukin       | 2465   | ½ | ½ | ½ | ½ | 0 | 0 | ½ | 0 | ½ | 1  | 0  | -  | ½  | ½  | ½  | ½  | ½  | ½  | 7     |
| 13 | Evgeni Vasiukov    | 2495   | ½ | ½ | 0 | ½ | 0 | 0 | 0 | 1 | 0 | ½  | 1  | ½  | -  | 0  | 0  | ½  | 1  | 1  | 7     |
| 14 | Bukhuti Gurgenidze | 2495   | 0 | 0 | 0 | ½ | ½ | 1 | ½ | 0 | 0 | 1  | ½  | ½  | 1  | -  | 0  | 0  | 0  | 1  | 6½    |
| 15 | Sergey Gorelov     | 2470   | 0 | 0 | 0 | ½ | 1 | ½ | ½ | 0 | 0 | ½  | ½  | ½  | 1  | 1  | -  | 0  | 0  | ½  | 6½    |
| 16 | Arshak Petrosian   | 2485   | 0 | ½ | 0 | ½ | 0 | 0 | 0 | 1 | ½ | ½  | 0  | ½  | ½  | 1  | 1  | -  | ½  | 0  | 6½    |
| 17 | Alex Yermolinsky   | 2450   | ½ | ½ | ½ | 0 | ½ | 0 | 0 | 0 | 0 | 1  | 0  | ½  | 0  | 1  | 1  | ½  | -  | ½  | 6½    |
| 18 | Michael Zeitlein   | 2490   | 0 | 0 | 0 | 0 | ½ | 0 | ½ | 0 | ½ | 1  | ½  | ½  | 0  | 0  | ½  | 1  | ½  | -  | 5½    |

## Final
A final foi realizada em abril de 1983 em Moscou, com o inusual número de 17 jogadores. Mikhail Tal ficou doente e retirou-se após a décima rodada (depois de duas derrotas, 3 empates, e 4 partidas adiadas). O diagnóstico desta vez foi de pressão alta. 
| N° | Jogador               | Rating | 1 | 2 | 3 | 4 | 5 | 6 | 7 | 8 | 9 | 10 | 11 | 12 | 13 | 14 | 15 | 16 | Total |
| -- | --------------------- | ------ | - | - | - | - | - | - | - | - | - | -- | -- | -- | -- | -- | -- | -- | ----- |
| 1  | Anatoly Karpov        | 2710   | - | ½ | ½ | ½ | ½ | ½ | ½ | ½ | 1 | 0  | ½  | ½  | 1  | 1  | 1  | 1  | 9½    |
| 2  | Vladimir Tukmakov     | 2580   | ½ | - | ½ | 1 | ½ | ½ | 1 | ½ | 1 | ½  | 1  | 0  | ½  | 0  | 1  | ½  | 9     |
| 3  | Lev Polugaevsky       | 2625   | ½ | ½ | - | ½ | ½ | 0 | 0 | 1 | 1 | ½  | ½  | 1  | ½  | ½  | ½  | 1  | 8½    |
| 4  | Rafael Vaganian       | 2550   | ½ | 0 | ½ | - | 0 | ½ | ½ | 0 | ½ | 1  | ½  | 1  | 1  | 1  | 1  | ½  | 8½    |
| 5  | Yuri Balashov         | 2540   | ½ | ½ | ½ | 1 | - | ½ | 0 | ½ | 0 | 0  | ½  | 1  | ½  | 1  | 1  | ½  | 8     |
| 6  | Tigran Petrosian      | 2605   | ½ | ½ | 1 | ½ | ½ | - | ½ | ½ | 0 | ½  | 0  | ½  | 1  | ½  | ½  | ½  | 7½    |
| 7  | Vladimir Malaniuk     | 2460   | ½ | 0 | 1 | ½ | 1 | ½ | - | 0 | ½ | 1  | ½  | 0  | 1  | ½  | 0  | ½  | 7½    |
| 8  | Lev Psakhis           | 2580   | ½ | ½ | 0 | 1 | ½ | ½ | 1 | - | 0 | ½  | ½  | 0  | ½  | ½  | ½  | 1  | 7½    |
| 9  | Oleg Romanishin       | 2585   | 0 | 0 | 0 | ½ | 1 | 1 | ½ | 1 | - | ½  | 0  | 1  | ½  | ½  | 0  | 1  | 7½    |
| 10 | Zurab Azmaiparashvili |        | 1 | ½ | ½ | 0 | 1 | ½ | 0 | ½ | ½ | -  | ½  | 0  | ½  | ½  | ½  | ½  | 7     |
| 11 | Yuri Razuvaev         | 2520   | ½ | 0 | ½ | ½ | ½ | 1 | ½ | ½ | 1 | ½  | -  | ½  | ½  | ½  | 0  | 0  | 7     |
| 12 | Georgy Agzamov        |        | ½ | 1 | 0 | 0 | 0 | ½ | 1 | 1 | 0 | 1  | ½  | -  | ½  | ½  | 0  | ½  | 7     |
| 13 | Alexander Beliavsky   | 2570   | 0 | ½ | ½ | 0 | ½ | 0 | 0 | ½ | ½ | ½  | ½  | ½  | -  | 1  | 1  | 1  | 7     |
| 14 | Efim Geller           | 2575   | 0 | 1 | ½ | 0 | 0 | ½ | ½ | ½ | ½ | ½  | ½  | ½  | 0  | -  | 1  | ½  | 6½    |
| 15 | Artur Yusupov         | 2565   | 0 | 0 | ½ | 0 | 0 | ½ | 1 | ½ | 1 | ½  | 1  | 1  | 0  | 0  | -  | ½  | 6½    |
| 16 | Konstantin Lerner     | 2525   | 0 | ½ | 0 | ½ | ½ | ½ | ½ | 0 | 0 | ½  | 1  | ½  | 0  | ½  | ½  | -  | 5½    |